# Bille August
Bille August   (Brede, 9 de novembre de 1948) és un director de cinema danès, de melodrames sensibles, aborda les relacions familiars; autor de fidels adaptacions literàries, amb bon ull pels detalls històrics. Guanyador de dues Palmes d'Or i un Òscar a la pel·lícula de parla no anglesa.

## Filmografia
- Et par dage med Magnus (1978) (minisèrie televisió)
- Honning mâne (1978)
- Verden er så stor, så stor (1980) (telefilm)
- Maj (1982) (telefilm)
- Zappa (1983)
- Tro, hâb og kaerlighed (1984), director i guionista
- Busters verden (1984)
- Pelle, el conqueridor (Pelle erobreren) (1987)[3]
- Den goda viljan (1991) (minisèrie televisió)
- Les millors intencions (Den goda viljan) (1992)[4]
- La casa dels esperits (The house of the spirits) (1993)[5]
- The Young Indiana Jones Chronicles (1993) (Sèrie televisió. 2 episodis)
- Jerusalem (1996)
- Smilla, el missatge de la neu (Smilla's sense of snow) (1997)[6]
- Els miserables (Les misérables) (1998)[7]
- En sång för Martin (2001)
- Detaljer (2003) (Telefilm)
- Sentència de mort (Return to sender) (2004)[8]
- The Adventures of Young Indiana Jones: The Perils of Cupid (2007) (Telefilm. Episodi "Vienna")
- Chacun son cinéma ou Ce petit coup au coeur quand la lumière s'éteint et que le film commence) (2007) (episodi "The Last Dating Show")
- Godbye Bafana (2007)
- Tren de nit a Lisboa (Night Train to Lisbon) (2013)[9]
- Marie Krøyer (2012)
- Stille Hjerte (2014)
- Kysset (2023)